# Леденьово
Леденьо́во (каз. Леденев) — село у складі Мамлютського району Північноказахстанської області Казахстану. Адміністративний центр Леденьовського сільського округу.
Населення — 520 осіб (2021; 620 у 2009, 772 у 1999, 780 у 1989).
Національний склад станом на 1989 рік:
- німці — 43 %
- росіяни — 26 %
- казахи — 21 %.